# انناپول
انناپول (به لهستانی:  Annapol) یک روستا در لهستان است که در گمینا یاروچین (استان لهستان بزرگ‌تر) واقع شده‌است.